# هوي (بلجيكا)

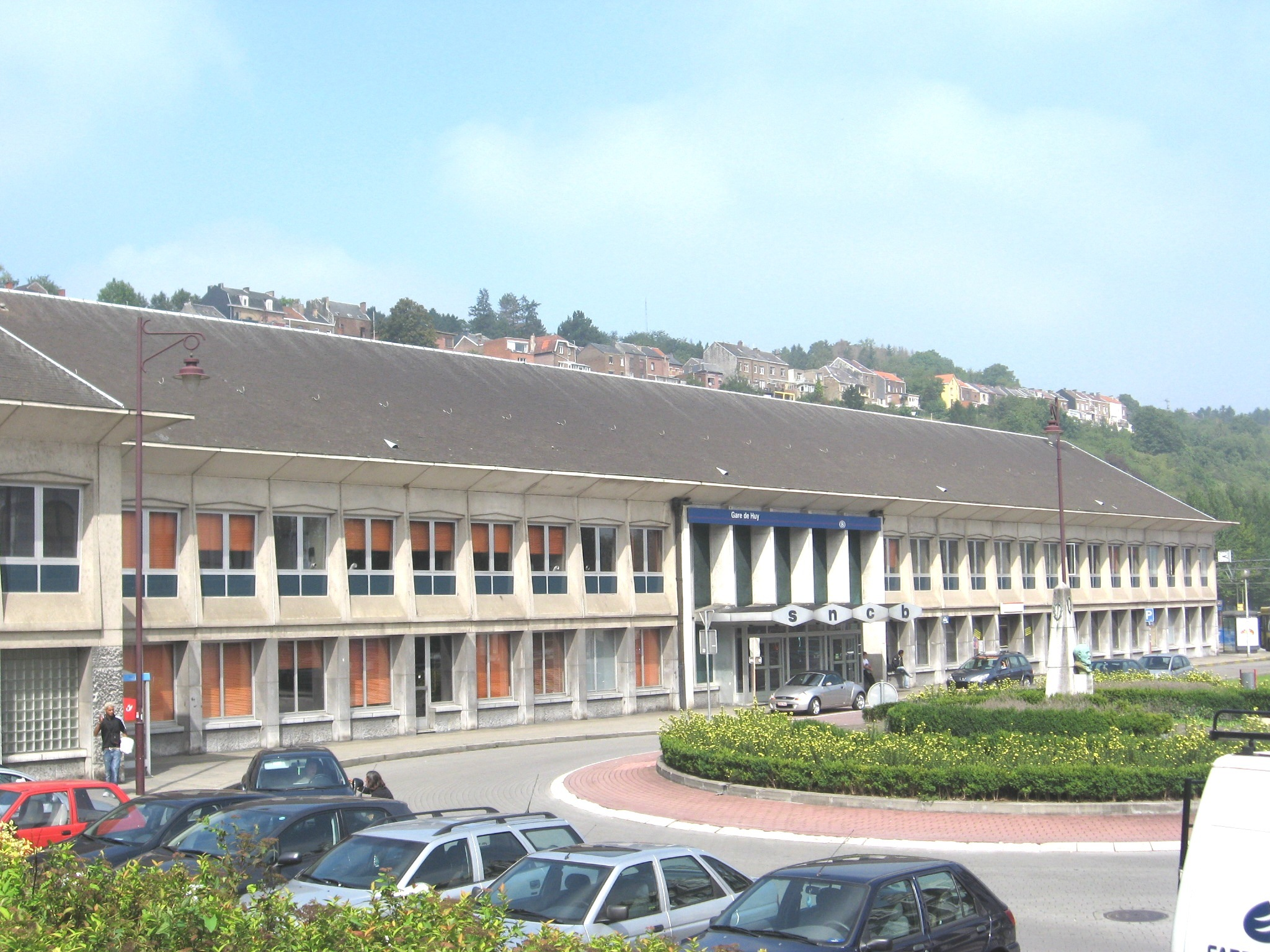
محطة قطارات هوي

هوي (بلغة والون Hu و بالفرنسية Huy و بالهولندية Hoei) هي بلدية بلجيكية تقع في منطقة والونيا و مقاطعة لياج على امتداد نهر الميز قرب مصب نهر هويو (بالفرنسية Le Hoyoux). وهي تعد جزءاً مما يسمى بالوادي الصناعي ( بالفرنسية sillon industriel) الذي كان يمثل سابقاً العمود الفقري للصناعة في منطقة والونيا، والذي يضم حوالي ثلثي سكان الوالون. وتضم بلدية هوي بلديتين قديمتين هما بن-أهين وتيهانج.

## التاريخ

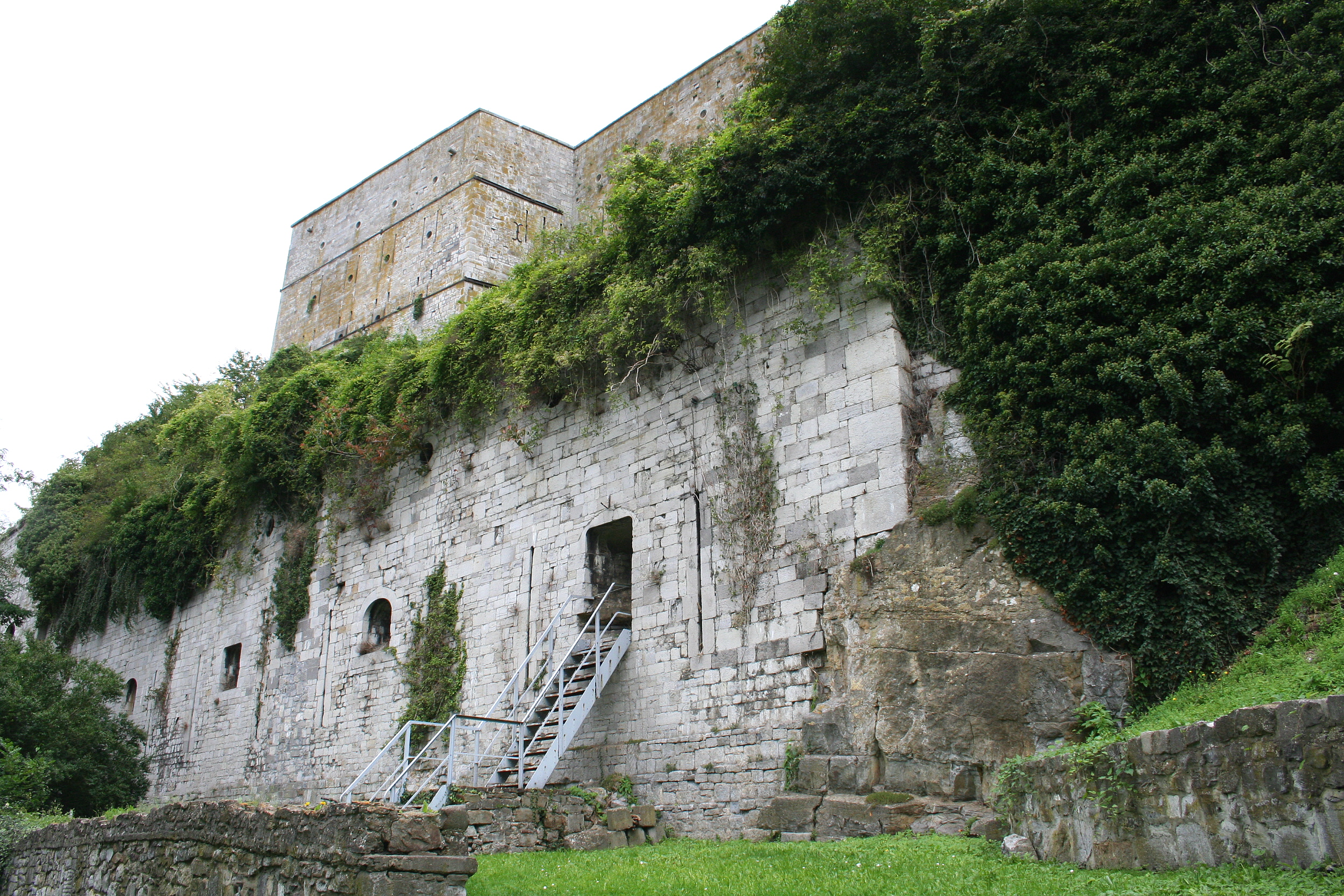
قلعة هوي التاريخية

تأسست أول قرية حول قلعة رومانية على الضفة اليمنى لنهر الميز، وقد تحول سكانها إلى المسيحية على يد القديس دوميتيان أسقف تونغرين في القرن السادس الميلادي، وورد ذكرها لأول مرة في وثيقة ترجع إلى القرن السابع الميلادي.
وفي مطلع العصور الوسطى، كانت هوي إحدى أكثر المدن المطلة على نهر الميز ثراء، وكان ازدهارها الاقتصادي يقوم بشكل كبير على التعدين، إلى جانب صناعات أخرى كدباغة الجلود والنحت والنجارة وصناعة الخمور. وفي القرن العاشر الميلادي ارتفعت مكانة هوي لتصبح إقليماً إدارياً، ولكنها ما لبثت أن ضمت إلى إمارة وأسقفية لياج، التي ظلت مرتبطة بها تاريخياً لأكثر من ثمانية قرون. وقد كانت هوي هي أول مدينة شمال الألب يكتب لها دستور يعترف بها كمدينة سنة 1066، وفي نفس ذلك الوقت كان بطرس الناسك يحرض السكان المحليين للاشتراك في الحملة الصليبية الأولى.
في القرنين الثالث عشر والرابع عشر الميلاديين، ازدهر اقتصاد هوي بفضل صناعة النسيج، وكانت القلعة ما تزال تستخدم على فترات في أوقات الحرب، وبحلول القرن الخامس عشر الميلادي كانت هذه القلعة قد تحولت إلى رمز للمدينة. غير أن القرنين التاليين شهدا العديد من القلاقل للمدينة مرجعها الأساسي هو الأهمية الإستراتيجية لموقعها على نهر الميز، ففي أواخر القرن السابع عشر تعرضت المدينة لهجمات متعددة نتيجة حروب الملك لويس الرابع عشر مما حدا بمواطني المدينة إلى تخريب قلعتهم ـ التي اعتبروها سبب مايعانونه من ويلات ـ بأيديهم سنة 1715.
ثم قام الهولنديون ببناء حصن جديد سنة 1818، وقد كانت مدينة هوي موقعاً دفاعياً استراتيجياً خاصة أثناء المعارك الطاحنة في الحربين العالميتين. وقد عاشت المدينة فترة ازدهار كبير خلال القرن التاسع عشر بسبب صناعة الورق وصناعات أخرى، أما الآن فقد عاد اقتصاد المدينة إلى الازدهار بفضل إنتاج القصدير ونشاطها السياحي.

## المعالم السياحية

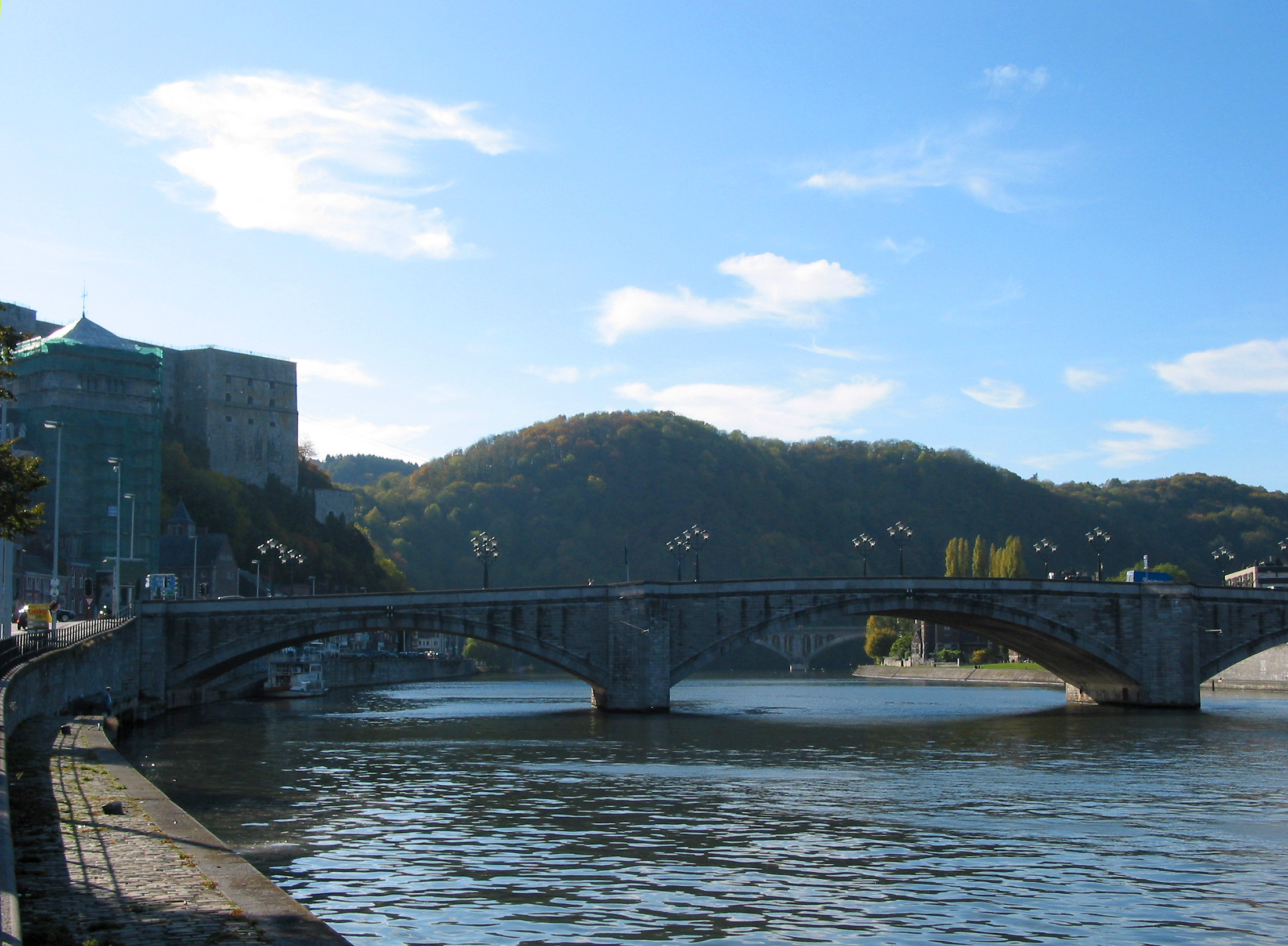
البونتيا: قنطرة هوي الشهيرة التي بنيت على نهر الميز سنة 1294

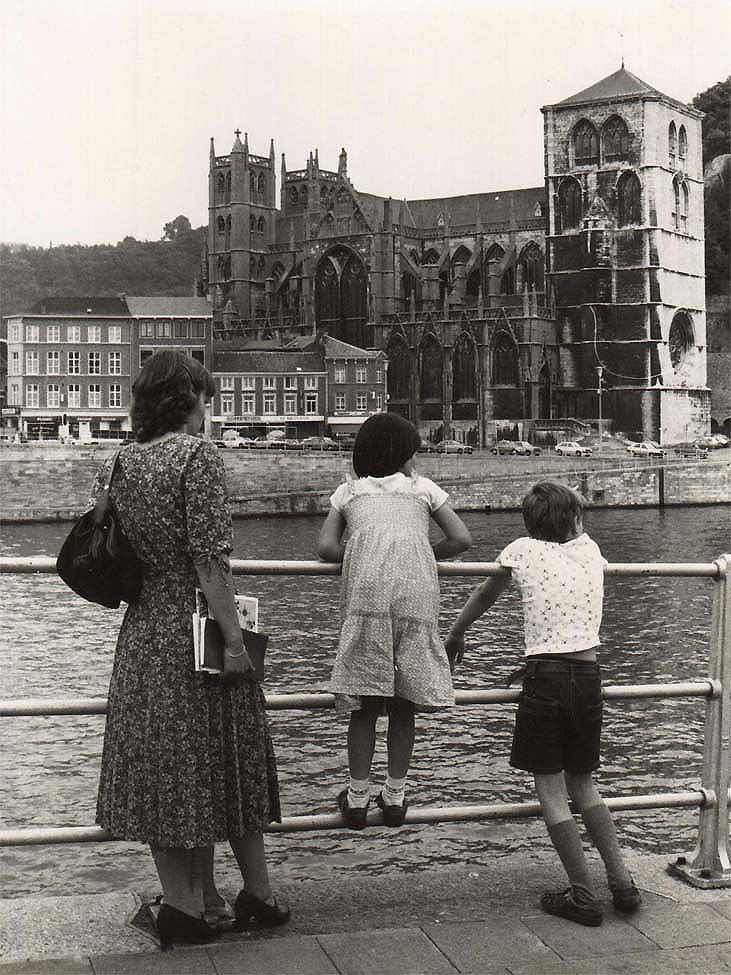
كنيسة نوتردام التاريخية بمدينة هوي

في مدينة هوي أربعة معالم تسمى "عجائب هوي الأربع" وهي"
- الباسينيا (Li Bassinia) وهي نافورة من القرن الخامس عشر تقع في وسط الميدان الكبير.
- التشستيا (Li Tchestia) وهي القلعة التي أنشئت سنة 1818 للسيطرة على المدينة.
- الرونديا (Li Rondia) وهي النافذة الوردية الكبيرة لكنيسة نوتردام المنشأة على الطراز القوطي.
- البونتيا (Li Pontia) وهو جسر على نهر الميز.

كما أن مدينة هوي هي محطة الختام لسباق دراجات المحترفين الشهير المسمى بالسهم الوالوني ( بالفرنسية la Flèche Wallonne) والذي يقام سنوياً في منتصف أبريل.

## الفلكلور
يقام كل سبع سنوات في هوي موكب احتفالي ديني احتفالاُ بذكرى انتهاء القحط الذي حل سنة 1656، وقد أقيم آخر موكب من هذا النوع في 15 أغسطس 2005.

## شخصيات هامة
- جوزيف لوبو ـ ( بالفرنسية Joseph Lebeau) سياسي (1794-1865)
- آن ـ ماري ليزين ( بالفرنسية Anne-Marie Lizin) ـ سياسية (ولدت 1949)
- أندريه ماليرب ( بالفرنسية André Malherbe) ـ بطل العالم لسباق الدراجات النارية ثلاث مرات.
- جان جوزيف ميرلان ( بالفرنسية Jean-Joseph Merlin) ـ مبتكر حذاء الباتيناج ذي العجلات (ولد في هوي في 17 سبتمبر 1735 وتوفي في لندن في 4 مايو 1803)
- بطرس الناسك ـ محرض الجموع للحملة الصليبية الأولى (ولد في أميان سنة 1050 وتوفي في هوي سنة 1115)
- الأب بير ( بالفرنسية Le Père Pire) ـ الحائز على جائزة نوبل للسلام سنة 1958 (ولد في دينانت في 10 فبراير 1910 وتوفي في 30 يناير 1969) عاش في هوي
- أليزيه بوليسيك ( بالفرنسية Alizée Poulicek) ملكة جمال بلجيكا سنة 2008.
- فريدريك سارسفيلد (1660 ـ 21 أغسطس 1693) الإيرل الأول لمدينة لوكان، وقائد الفرسان اليعاقبة في حصار لايمريك بأيرلندا، مدفون في مقبرة كنيسة سان مارتان في هوي.

## وصلات خارجية
الموقع الرسمي للمدينة ـ بالفرنسية